# Herminia pulvida
Herminia pulvida là một loài bướm đêm trong họ Noctuidae.